# 阿恩施泰因
阿恩施泰因（德語：Arnstein，發音：[ˈaʁnʃtaɪn] ⓘ）是德国巴伐利亚州下弗兰肯行政区美因-施佩萨特县的城市，面积112.1平方千米，2023年12月31日人口为8,272人。